# Amateurliga Berlin 1954/55
In 1954/55 werd het vijfde voetbalkampioenschap gespeeld van de Amateurliga Berlin. Het was de hoogste amateurklasse voor clubs uit West-Berlijn. De competitie was het tweede niveau en de kampioen en vicekampioen promoveerden naar de Berliner Stadtliga, een van de vijf hoogste divisies.
1. FC Neukölln nam namens Berlijn deel aan het Duits amateurvoetbalkampioenschap.

## Eindstand
| Plaatsa | Club                    | Wed. | Saldo | Ptn.  |
| ------- | ----------------------- | ---- | ----- | ----- |
| 1.      | FC Hertha 03 Zehlendorf | 28   | 68:28 | 46:10 |
| 2.      | SC Tasmania 1900 Berlin | 28   | 58:24 | 39:17 |
| 3.      | 1. FC Neukölln          | 28   | 48:34 | 34:22 |
| 4.      | BSC Rehberge            | 28   | 49:45 | 32:24 |
| 5.      | SC Rapide Wedding 1893  | 28   | 58:41 | 31:25 |
| 6.      | Neuköllner SC Südstern  | 28   | 61:50 | 30:26 |
| 7.      | BSC Kickers 1900        | 28   | 41:40 | 29:27 |
| 8.      | SSC Südwest 1947        | 28   | 40:43 | 25:31 |
| 9.      | FC Lichterfelde 12      | 28   | 41:48 | 25:31 |
| 10.     | BFC Meteor 06           | 28   | 37:51 | 24:32 |
| 11.     | SC Westend 1901         | 28   | 46:62 | 24:32 |
| 12.     | BBC Südost              | 28   | 50:54 | 23:33 |
| 13.     | VfL Nord Berlin         | 28   | 44:66 | 22:34 |
| 14.     | VfB Britz               | 28   | 37:55 | 21:35 |
| 15.     | Borsigwalder SV Minerva | 28   | 40:77 | 15:41 |

|  | Promotie   |
|  | Degradatie |